# ガボンの国章
ガボンの国章（ガボンのこくしょう）は、スイスの紋章学・旗章学者であるルイ・ミューレマンとFIAV（旗章学協会国際連盟）のメンバー、それにコンゴの前国章を作成したデザイナーにより起章された。1963年7月15日に制定された。
盾を支えているクロヒョウはアフリカ人の勇気と慎重さを象徴している。盾の上部に描かれている3個の金色の丸印はベサント金貨を表し、国の天然資源を象徴している。下部の黒い船はガボンがより明るい未来に向かって船出していく様子を表している。背後のオクメ（ガブーン・マホガニー）の木は重要な産業としての林業を表している。
ガボンの国章にはラテン語とフランス語でそれぞれ異なった標語が書かれている。上部のリボンにはラテン語で「UNITI PROGREDIEMUR（団結に向かって前進しよう）」と、下部のリボンにはフランス語で「UNION, TRAVAIL, JUSTICE（団結、勤労、公正）」と記されている。